# نهر فيلنيا
نهر فيلنيا (بالليتوانية: Vilnia أو Vilnelė، بالبيلاروسية: Вільня) هو نهر يقع في ليتوانيا. يقع منبعه بالقرب من قرية «Vindžiūnai» والواقعة على بعد خمسة كيلومترات جنوب شومسكاس على الحدود الليتوانيَّة البيلاروسيَّة، ويبلغ طوله 79.6 كـم (49.5 ميل)، ويغطي حوضه مساحة قدرها 624 كيلومتراً مربعاً. ويشكل مجراه جزءاً من الحدود الليتوانيَّة البيلاروسيَّة على امتداد مسافة 13 كم، فيما يدخل الــ69 كم المتبقي من مجراه في الأراضي الليتوانيَّة حتى يتصل مع نهر نيرس في العاصمة فيلنيوس، وتصب مياه نيرس في نهر نيمان والذي بدوره يصب في بحر البلطيق. يقع مقرن فيلنيا مع نهر نيرس ضمن مدينة فيلنيوس. كما يُذكر أن اسم المدينة على الأرجح مشتق من اسم النهر.
تُسهم الينابيع الواقعة على مجرى فيلنيا في تغذيةِ تدفقه. ولا زالت مجموعة من الآبار الواصِلة إلى مياهِ النهر الجوفيَّة، والتي كانت قد حُفِرت خلال مطلع القرن العشرين تمثل أحد أهم المصادر التي تعملُ على إمدادِ العاصمة الليتوانيَّة بالماءِ الصالح للشُرب. يُشتق اسم النهر من كلمة «vilnis» باللغة الليتوانيَّة وتعني «فورَان» أو الفعل «vilnyti» بمعنى «فَارَ أو ثارَ».
جرى تشييد سلم للسمك عام 2000 في فيلنيوس سعياً لإنقاذ هجرة السلمونيَّات المعاكسة للتَّيَّار في حوض النهر.